# Trześń (powiat mielecki)
Trześń – wieś w województwie podkarpackim, w powiecie mieleckim, w gminie Mielec.
| SIMC    | Nazwa                  | Rodzaj    |
| ------- | ---------------------- | --------- |
| 0655936 | Błoniarze              | część wsi |
| 0655942 | Górale                 | część wsi |
| 0655959 | Pod Szkołą             | część wsi |
| 0655965 | Rudziska               | część wsi |
| 0655971 | Stara Wieś             | część wsi |
| 0655988 | Surowy Kąt-Leśniczówka | część wsi |
| 0655994 | Wiry                   | część wsi |

W latach 1975–1998 miejscowość należała administracyjnie do województwa rzeszowskiego.